# Kiran Bechan
Winand Kiran Madhankumar Bechan (Amsterdam, 12 september 1982) is een Nederlands voormalig voetballer van Surinaams-Hindoestaanse afkomst.
Nadat hij bij SV Amstelland United begon met voetballen kwam Bechan in de D2 van de jeugdopleiding van Ajax. Bechan kwam in het seizoen 2000/2001 eenmaal uit voor de hoofdmacht van Ajax. In 2002 werd hij verhuurd aan Sparta, waar hij in anderhalf jaar tot 48 wedstrijden en 9 doelpunten kwam. De middenvelder keerde kortstondig terug bij Ajax, maar vertrok al snel, ditmaal definitief, naar FC Groningen.
Bij FC Groningen was hij bij aanvang van het seizoen 2006/07 ook niet meer nodig. Hierop werd hij verhuurd aan FC Den Bosch. In de zomer van 2007 reisde Bechan af naar het Spaanse Hércules CF waar hij een 2-jarig contract tekende. Zijn verblijf in Spanje was kortstondig. Al in december van dat jaar probeerde de club het contract te ontbinden. In oktober 2008 hebben beide partijen uiteindelijk het nog lopende contract ontbonden. Bechan keerde terug naar Nederland en ging de rest van het seizoen voor FC Emmen voetballen.
In augustus 2009 ging de voetballer wederom zijn geluk in het buitenland beproeven, hij tekende een contract voor een seizoen bij Ermis Aradippou op Cyprus. In het seizoen 2010/11 speelde hij in Qatar bij Al-Mu'aidar Sports Club. In januari 2011 stapte hij over naar FC Atıraw uit Kazachstan en heeft daar een uitstekend seizoen, in december 2011 eindigde zijn contract bij FC Atıraw. In januari 2012 kwam er een aanbieding van FK Vardar uit Macedonië, maar door het ontbreken van financiële garanties kwam hij er niet uit met de club. Hij was in China op proef bij Fujian Smart Hero FC. In april 2012 toonde MLS-club San Jose Earthquakes interesse, maar wegens een knieblessure kon hij niet afreizen naar de Verenigde Staten om zich medisch te laten keuren. In december 2012 was hij volledig hersteld van zijn blessure maar hij vond geen nieuwe club meer.

## Clubstatistieken
| Seizoen   | Club                    | Duels | Goals | Competitie                  |
| --------- | ----------------------- | ----- | ----- | --------------------------- |
| 2000/2001 | Ajax                    | 1     | 0     | Eredivisie                  |
| 2001/2002 | Ajax                    | 0     | 0     | Eredivisie                  |
| 2002/2003 | Ajax                    | 0     | 0     | Eredivisie                  |
| 2002/2003 | Sparta                  | 16    | 3     | Eerste divisie              |
| 2003/2004 | Sparta                  | 32    | 6     | Eerste divisie              |
| 2004/2005 | Ajax                    | 0     | 0     | Eredivisie                  |
| 2004/2005 | FC Groningen            | 14    | 0     | Eredivisie                  |
| 2005/2006 | FC Groningen            | 4     | 0     | Eredivisie                  |
| 2006/2007 | FC Den Bosch            | 37    | 9     | Eerste divisie              |
| 2007/2008 | Hércules CF             | 9     | 1     | Segunda División A          |
| 2008/2009 | FC Emmen                | 24    | 3     | Eerste divisie              |
| 2009/2010 | Ermis Aradippou         | 6     | 0     | Cypriotische eerste divisie |
| 2010/2011 | Al-Mu'aidar Sports Club | 15    | 8     | Qatari Second Division      |
| 2011      | FC Atıraw               | 24    | 5     | Premjer-Liga (Kazachstan)   |
| Totaal    | Totaal                  | 182   | 35    |                             |